# Geaya sandersoni
Geaya sandersoni is een hooiwagen uit de familie Sclerosomatidae.